# Melanargia fergana
Melanargia fergana är en fjärilsart som beskrevs av Charles Oberthür och Constant Vincent Houlbert. Melanargia fergana ingår i släktet Melanargia och familjen praktfjärilar. Inga underarter finns listade i Catalogue of Life.